# Stéphane Lasme
Yann Ulrich Stéphane Lasme (nacido el 17 de diciembre de 1982 en Libreville, Gabón) es un exjugador de baloncesto gabonés. Mide 2,03 metros y jugaba en la posición de ala-pívot.

## Trayectoria deportiva

### Universidad
Jugó durante 4 temporadas con los Minutemen de la Universidad de Massachusetts Amherst, en una clara progresión, siendo su último año el mejor de todos, tras promediar 13,5 puntos, 9,5 rebotes y 5,1 tapones por partido, logrando los records históricos de su universidad en tapones en una carrera y en una temporada, arrebatados ambos a Marcus Camby. Consiguió además 4 triples-dobles en una misma temporada, algo que hasta entonces solamente lo habían logrado Jason Kidd y  Michael Anderson en toda la historia de la NCAA, siendo el primero que lo consigue con puntos, rebotes y tapones.
Ese año fue nombrado Jugador del año y jugador defensivo del año de la Atlantic Ten Conference.

### Profesional
Fue elegido en el puesto 46 de la segunda ronda del Draft de la NBA de 2007 por Golden State Warriors, equipo con el que se comprometió el 21 de agosto. Tras ser cortado por los Warriors, el 21 de marzo de 2008 firmó un contrato de 10 días con Miami Heat. En septiembre de 2008 Miami prescindió de sus servicios.
El 21 de septiembre de 2008 fichó por el KK Partizan con el que fue campeón de la Liga Serbia de Baloncesto, de la Copa Serbia de Baloncesto y de la Liga del Adriático en 2009.
En 2009 firma con el Maccabi Tel Aviv Basketball Club y consigue la Copa de baloncesto de Israel en 2010. 
En julio de 2010 firma con el BC Spartak de San Petersburgo, pero solo permanecería hasta septiembre del mismo año, dando el salto a Estados Unidos jugando las ligas de veranos con varios equipos NBA. En 2011 juega en la NBA Development League de la NBA en las filas de Maine Red Claws. 
Finalmente, el 11 de agosto de 2011, el Obradoiro Clube de Amigos do Baloncesto, club español recién ascendido a la ACB, anuncia su incorporación.
En 2012 se incorporó al Panathinaikos BC con el que fue 2 veces campeón de la Liga de Grecia y  2 veces campeón de la Copa de Grecia en 2013 y 2014.
En 2014 firma con el Anadolu Efes donde tuvo promedio de 9.6 puntos y 5.3 rebotes en la TBL, y 6.8 puntos y 3.8 rebotes en la Euroliga y fue campeón de la Copa de Turquía en 2015.
En 2015 firma con el Galatasaray y en 2016 fue campeón de la Eurocup con el Galatasaray y fue nombrado MVP (jugador más valioso) de la final del torneo.
En febrero de 2017 regresó a los Estados Unidos para jugar en los Texas Legends de la NBADL hasta el mes de abril de ese año. Luego de ello volvió a instalarse en Europa, donde jugaría para el Unics Kazán de la VTB League de Rusia y para el Panathinaikos BC de la A1 Ethniki de Grecia. Después de dejar al último club, tuvo una oferta para incorporarse al club francés Strasbourg IG, pero no superó los controles médicos.
Lasme anunció en septiembre de 2022 que volvería a la actividad como refuerzo del equipo gabonés Espoir BC para jugar la fase clasificatoria de la Basketball Africa League, sin embargo finalmente no acompañó al plantel que participó del evento. 

## Selección nacional
Lasme jugó para la selección de baloncesto de Gabón entre 2005 y 2015, participando de dos ediciones (2005 y 2015) del Afrobasket. 

## Estadísticas

### Temporada regular
| Año     | Equipo       | PJ | PT | MPP  | %TC  | %3P  | %TL  | RPP | APP | ROB | TPP | PPP |
| ------- | ------------ | -- | -- | ---- | ---- | ---- | ---- | --- | --- | --- | --- | --- |
| 2007–08 | Golden State | 1  | 0  | .0   | .000 | .000 | .000 | .0  | .0  | .0  | .0  | .0  |
| 2007–08 | Miami        | 15 | 4  | 20.2 | .451 | .000 | .594 | 3.5 | .2  | .9  | 1.5 | 5.5 |
| Total   |              | 16 | 4  | 18.9 | .451 | .000 | .594 | 3.3 | .2  | .8  | 1.3 | 5.2 |